# Стрнадова, Мартина
Марти́на Стрна́дова (чеш. Martina Strnadová; род. 17 января 1990) — чешская кёрлингистка.
Играет в основном на позициях третьего и второго.

## Достижения
- Чемпионат Чехии по кёрлингу среди женщин: серебро (2011, 2012, 2017, 2022, 2023, 2024), бронза (2010, 2016, 2018, 2019).
- Чемпионат Чехии по кёрлингу среди смешанных команд: бронза (2015).
- Первенство Европы по кёрлингу среди юниоров: серебро (2009).
- Чемпионат Чехии по кёрлингу среди юниоров: золото (2005), серебро (2009, 2010), бронза (2006, 2007, 2008).

## Команды
| Сезон                                             | Четвёртый            | Третий              | Второй               | Первый               | Запасной                                               | Турниры                       |
| ------------------------------------------------- | -------------------- | ------------------- | -------------------- | -------------------- | ------------------------------------------------------ | ----------------------------- |
| 2008—09                                           | Анна Кубешкова       | Линда Климова       | Тереза Плишкова      | Элишка Яловцова      | Мартина Стрнадова тренер: Йиржи Цандра                 | ПЕЮ 2009 · ЧМЮ 2009 (7 место) |
| 2009—10                                           | Анна Кубешкова       | Тереза Плишкова     | Мартина Стрнадова    | Зузана Гайкова       | Вероника Гердова тренер: Йиржи Цандра                  | ЧМЮ 2010 (8 место)            |
| 2010—11                                           | Анна Кубешкова       | Тереза Плишкова     | Paula Proksikova     | Элишка Яловцова      | Мартина Стрнадова тренер: Карел Кубешка                | ЧМЮ 2011 (9 место)            |
| 2011—12                                           | Мартина Стрнадова    | Зузана Гайкова      | Iveta Janatová       | Eva Malková          |                                                        |                               |
| 2012—13                                           | Мартина Стрнадова    | Зузана Гайкова      | Iveta Janatová       | Eva Malková          | Петра Винсова                                          |                               |
| 2013—14                                           | Мартина Стрнадова    | Зузана Гайкова      | Iveta Janatová       | Eva Malková          | Петра Винсова                                          |                               |
| 2013—14                                           | Анна Кубешкова       | Тереза Плишкова     | Клара Сватонова      | Вероника Гердова     | Мартина Стрнадова                                      |                               |
| 2013—14                                           | Анна Кубешкова       | Тереза Плишкова     | Мартина Стрнадова    | Клара Сватонова      | Вероника Гердова                                       | ЧЕ 2013 (6 место)             |
| 2014—15                                           | Мартина Стрнадова    | Ленка Китцбергерова | Каролина Фредериксен | Eliska Srnska        |                                                        |                               |
| 2014—15                                           | Мартина Стрнадова    | Ленка Китцбергерова | Michaela Nádherová   | Каролина Фредериксен | Eliška Srnská тренер: Суне Фредериксен                 | ЧЧЖ 2015 (5 место)            |
| 2021—22                                           | Гана Синачкова       | Мартина Стрнадова   | Eliška Srnská        | Каролина Фредериксен | Линда Климова                                          | ЧЧЖ 2022                      |
| 2022—23                                           | Гана Синачкова       | Мартина Стрнадова   | Eliška Srnská        | Каролина Фредериксен | Линда Климова, Lenka Vokounová                         | ЧЧЖ 2023                      |
| 2023—24                                           | Каролина Фредериксен | Линда Немчокова     | Zuzana Pražáková     | Eliška Srnská        | Мартина Стрнадова, Lenka Vokounová тренер: Radek Klíma | ЧЧЖ 2024                      |
| Кёрлинг для смешанных пар (mixed doubles curling) |                      |                     |                      |                      |                                                        |                               |
| 2021—22                                           | Мартина Стрнадова    | Tomáš Válek         |                      |                      |                                                        | ЧЧСП 2022 (6 место)           |

(скипы выделены полужирным шрифтом)